# U–803
Az U–803 tengeralattjárót a német haditengerészet rendelte a brémai Deutsche Schiff und Maschinenbau AG-től 1940. december 7-én. A hajót 1943. szeptember 7-én vették hadrendbe. Harci küldetése nem volt, és hajót sem süllyesztett el.

## Pályafutása
Az U–803 egyetlen járőutat sem tett. 1944. április 11-én Stettin kikötőjében a tengeralattjáró legénységének öt tagja meghalt egy légitámadásban. Április 27-én a Balti-tengeren, északkeletre Swinemündétől belefutott a Brit Királyi Légierő által telepített Geranium nevű aknamezőbe. Az aknarobbanásban a legénység kilenc tagja meghalt, 35-en megmenekültek. Augusztus 9-én az U–803-at kiemelték, és Swinemündébe szállították. A hajótest 1945. áprilisban a szovjet hadsereg kezébe került. 1946 augusztusában még Swinemündében volt, későbbi sorsa ismeretlen.

## Kapitány
| Név          | Kezdőnap            | Zárónap           |
| ------------ | ------------------- | ----------------- |
| Karl Schimpf | 1943. szeptember 7. | 1944. április 27. |